# Krapina-Zagorje

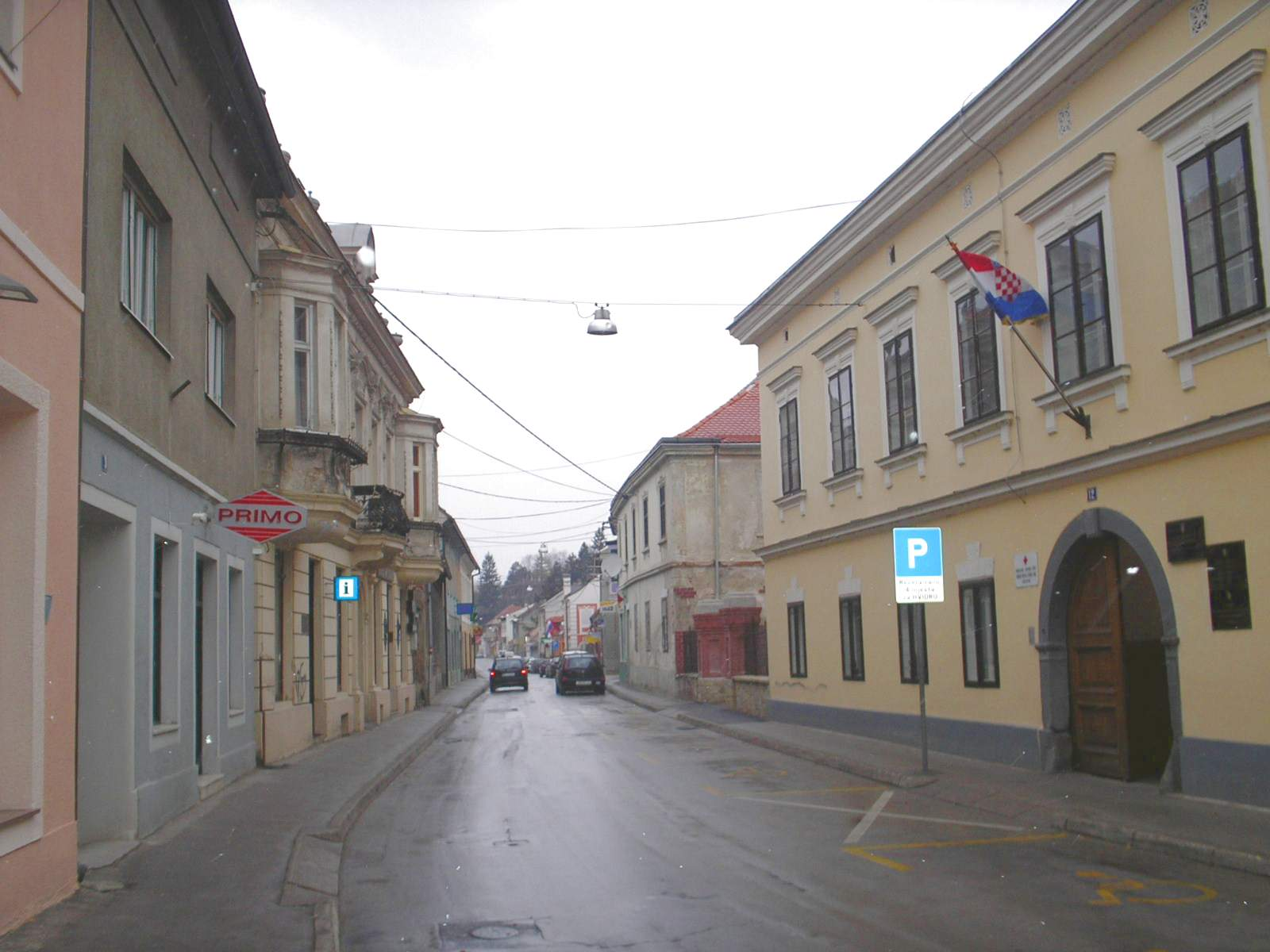
Centrum van Krapina

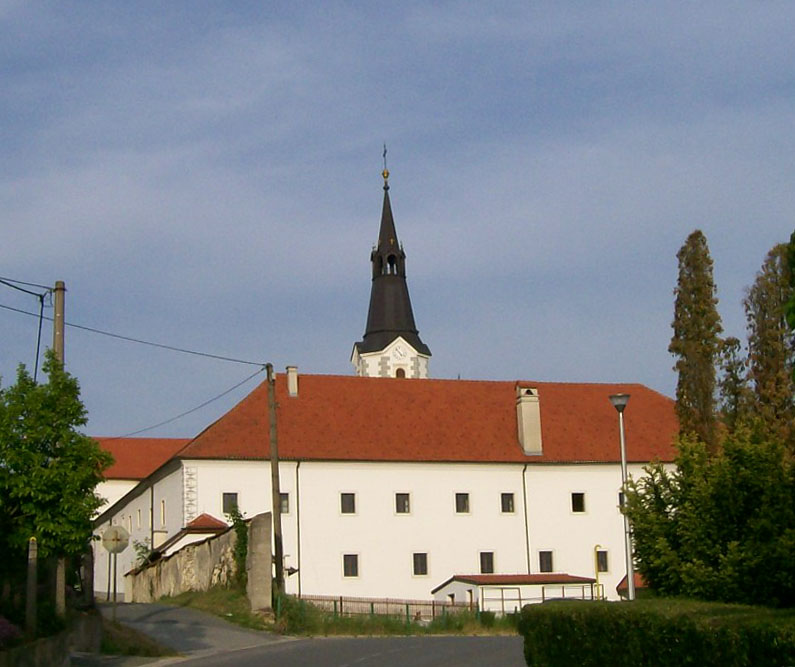
Klanjec

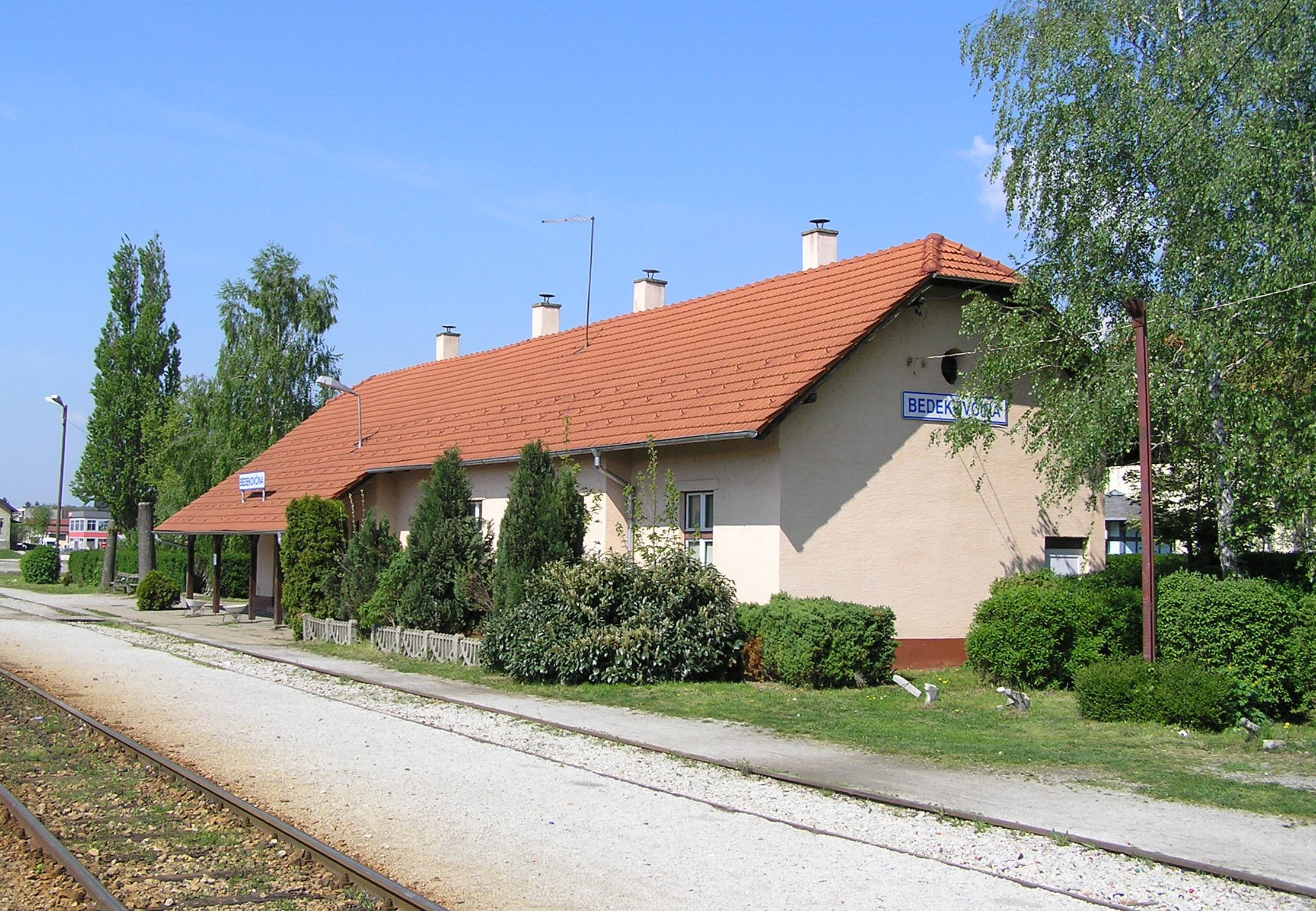
Treinstation van Bedekovčina

Krapina-Zagorje (Kroatisch: Krapinsko-zagorska županija) is een provincie in het noorden van Kroatië, aan de grens met Slovenië. Zij beslaat grotendeels de historische regio Hrvatsko Zagorje (Kroatisch Zagorje).
De provincie Krapina-Zagorje grenst aan de provincie Varaždin in het noordwesten, de provincie Zagreb in het zuidwesten en zuidoosten, en de stad Zagreb in het zuiden.
De oudste vermelding van de hoofdstad van de provincie, Krapina, stamt uit 1193. Door de eeuwen heen is deze stad een favoriete plek van Kroatische en Hongaarse vorsten geweest om hun kastelen te bouwen en landgoederen te beheren. De bekendste kastelen zijn Veliki Tabor, Miljana, Bežanec, Hellenbach en Januševac. De meeste kastelen in Zagorje stammen uit de tijd dat het gebied tot het Keizerrijk Oostenrijk behoorde. Een van de verbazingwekkenste plekken in de provincie is de opgravingsplek van een honderdduizend jaar oude neanderthaler in de grotten niet ver van de stad Krapina.

## Geografie
De provincie Krapina-Zagorje wordt door sommigen gezien als de meest idyllische provincie van Kroatië: de vele dorpen en kleine steden uitgespreid over de heuvels zijn perfecte locaties voor de landbouw (voornamelijk wijnbouw) en zomerhuisjes. De aanblik van de vele heuvelrivieren, beekjes en meren door de vele valleien zorgt ook voor een negatief effect op Zagorje: 15% van het jaar wordt het zicht sterk belemmert door mist.
De steden in de provincie zijn Krapina, Zabok, Pregrada, Zlatar, Oroslavje, Donja Stubica en Klanjec. Vlak bij de stad Donja Stubica ligt een verwarmde natuurlijke waterbron, de Stubičke toplice (toplice is Kroatisch voor "minerale bron"). Door Krapina-Zagorje stroomt ook de rivier de Krapina, die vlak buiten Krapina-Zagorje opgaat in de Sava

## Bestuurlijke indeling
De provincie Krapina-Zagorje is onderverdeeld in:
- De provinciehoofdstad Krapina
- De stad Donja Stubica
- De stad Klanjec
- De stad Oroslavje
- De stad Pregrada
- De stad Zabok
- De stad Zlatar
- De gemeente Bedekovčina
- De gemeente Budinščina
- De gemeente Desinić
- De gemeente Đurmanec
- De gemeente Gornja Stubica
- De gemeente Hrašćina
- De gemeente Hum na Sutli
- De gemeente Jesenje
- De gemeente Kraljevec na Sutli
- De gemeente Krapinske Toplice
- De gemeente Konjščina
- De gemeente Kumrovec
- De gemeente Marija Bistrica
- De gemeente Lobor
- De gemeente Mače
- De gemeente Mihovljan
- De gemeente Novi Golubovec
- De gemeente Petrovsko
- De gemeente Radoboj
- De gemeente Sveti Križ Začretje
- De gemeente Stubičke Toplice
- De gemeente Tuhelj
- De gemeente Veliko Trgovišće
- De gemeente Zagorska Sela
- De gemeente Zlatar Bistrica

## Provinciale regering
De huidige Župan (prefect): Vlasta Hubicki (HSS)
De provinciale assemblee bestaat uit 51 vertegenwoordigers van de volgende politieke partijen:
- Kroatisch Democratische Unie (HDZ): 12
- Kroatische Boerenpartij (HSS): 9
- Sociaaldemocratische Partij van Kroatië (SDP): 9
- Kroatische Volkspartij (HNS): 8
- Zagorje Demcratische Partij (ZDS): 7
- Kroatische Sociaal Liberale Partij (HSLS): 3
- onafhankelijke vertegenwoordigers 3